# リバーウォーク北九州
リバーウォーク北九州（リバーウォークきたきゅうしゅう）は、福岡県北九州市小倉北区にある大型複合商業施設である。2003年（平成15年）4月19日オープン。

## 概要
北九州市ルネッサンス構想の事業の一つである、紫川マイタウンマイリバー整備事業と連動して行なわれた室町一丁目地区第一種市街地再開発事業による複合施設である。周辺には小倉城や紫川などがある。
第一期事業としてジョン・ジャーディのデザインにより、サービス・商業ゾーン（ショッピングセンターデコシティ、シネマコンプレックス）、各種文化的イベントを実施できる文化施設（北九州芸術劇場、北九州市立美術館分館）、NHK北九州放送局や朝日新聞西部本社を併設した情報発信ゾーンからなる地下2階地上15階の複合ビルとして完成した。第二期事業としてマイケル・グレイヴスのデザインによる西日本工業大学デザイン学部等の入居する大学棟（地下1階地上11階）と、レクサス販売店・レクサス小倉（地上4階）がオープンした。
各ゾーンが独立した建物群の集合体のような外観になっており、それぞれの建物に用いられている色は、日本の伝統的色彩美の融合を表し、「茶色」は大地、「黒」は日本瓦、「白」は漆喰壁、「赤」は漆、「黄色」は収穫前の稲穂を表現したものである。
リバーウォーク南側に小倉城が隣接していることを意識した設計になっており、リバーウォーク内には南側に向かって外が見える場所が数ヶ所ある。施設内通路や展望デッキ・1階外側のオープンテラス等から小倉城を見ることができる。ただ、小倉城のすぐそばに「さまざまな色彩の建築物」を建てたことにより、小倉城を南側から見たときに背景にリバーウォークの赤や黄色の建物がすぐ後ろに見え、それらは小倉城と対照的な色彩となってしまっている、という一面もある。

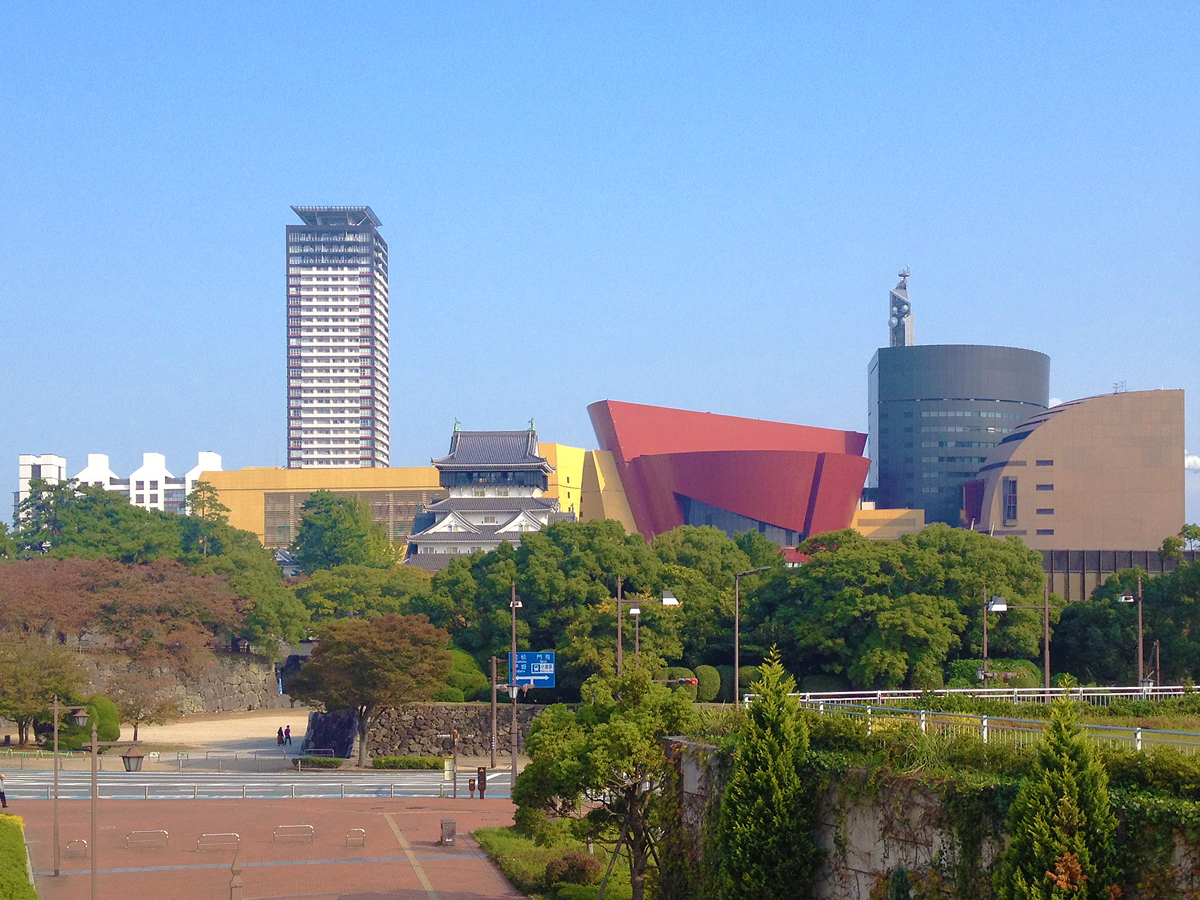
小倉城側から見たリバーウォーク北九州
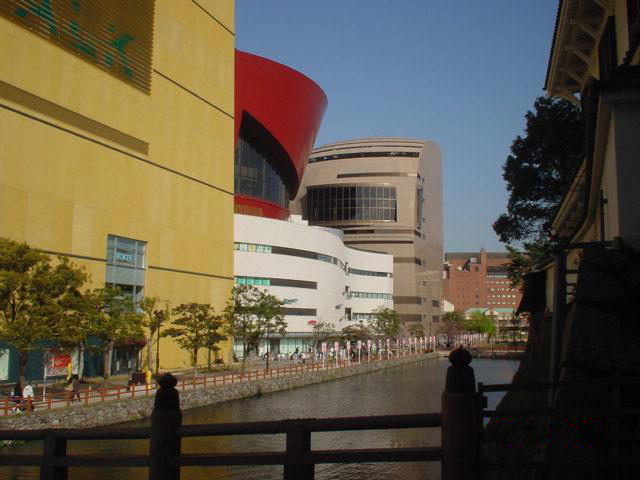
八坂神社側から見たリバーウォーク北九州
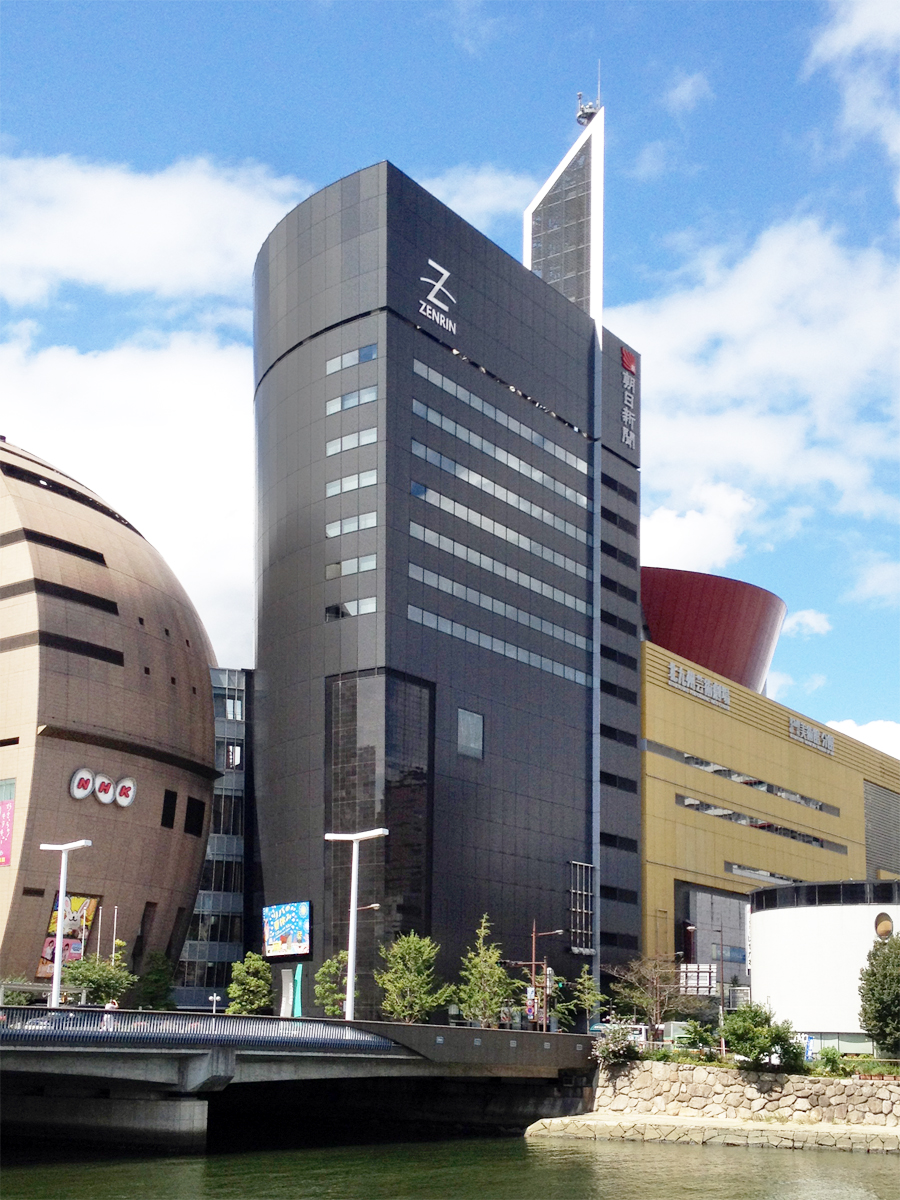
ゼンリンミュージアム・朝日新聞が入居する業務棟
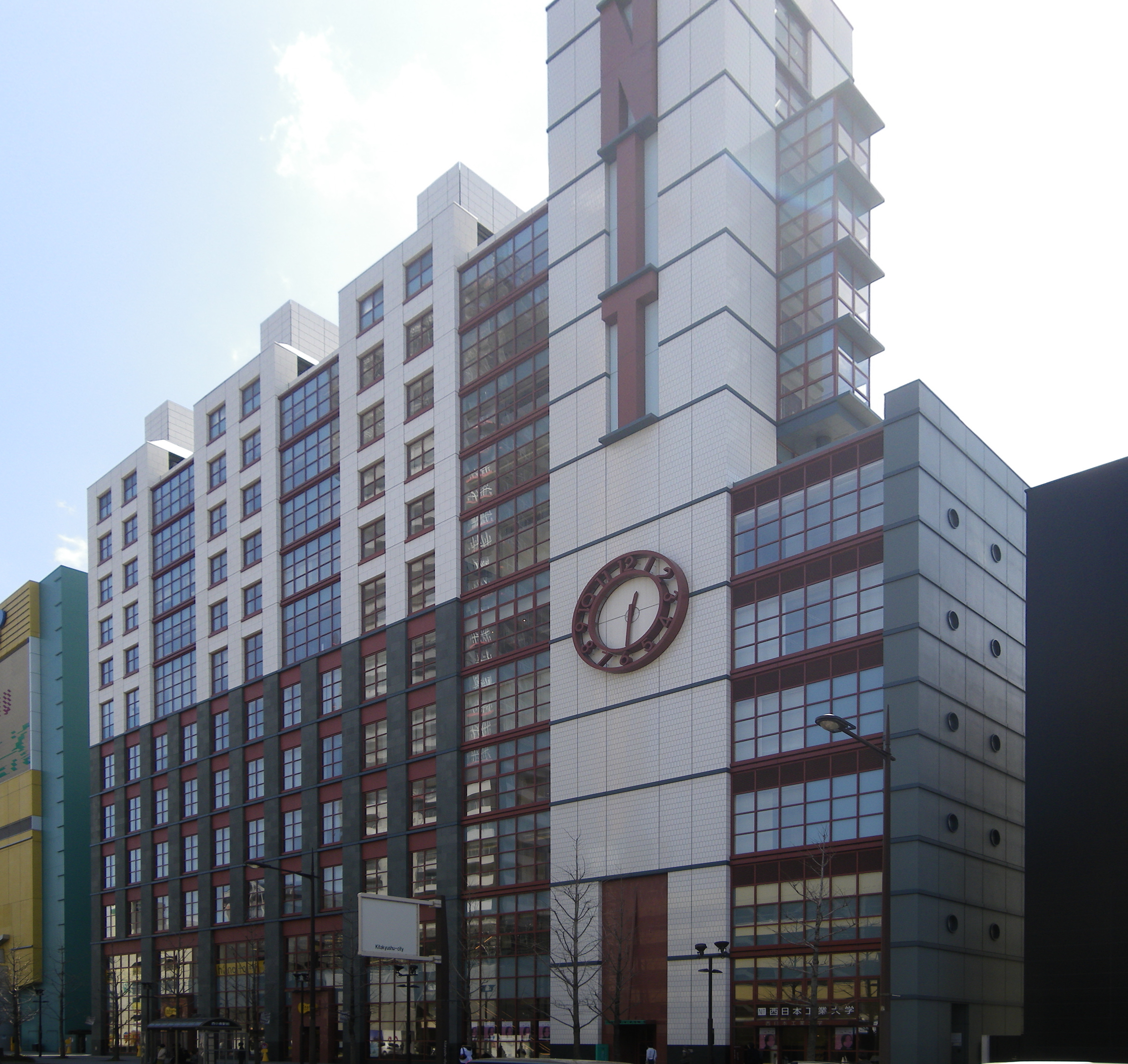
大学棟（西日本工業大学が入居）

## 施設・テナント
施設は保留床の持床会社である北九州紫川開発、ラオックス、日本放送協会、朝日新聞社（運営管理：朝日ビルディング・朝日建物管理）、学校法人西日本工業学園（西日本工業大学）、北九州市などが所有している。再開発以前は百貨店の小倉玉屋、ダイエー小倉店、小倉北区役所（1954年竣工、旧小倉市役所→北九州市旧小倉区役所庁舎）などがあり、小倉玉屋は当初再入居の予定であったが北九州紫川開発に権利床を売却し事業から撤退した。

### 商業施設

#### デコシティ（地上階）
地上階の専門店街「デコシティ」は北九州市などが出資する第三セクターである北九州紫川開発が権利床として所有し、2003年（平成15年）4月の開業時から福岡地所に20年契約でマスターリースしていた。さらに同社の子会社であるエフ・ジェイ エンターテインメントワークスがテナントに転貸する形で運営していたが、期間満了に伴い2023年（令和5年）3月末をもって契約を終了した。同社の契約満了時点で商業フロアの空床率は12パーセントに達していた。
マスターリース契約の解消に伴い同年4月からは北九州紫川開発による運営体制を新たに構築し、東京建物グループのプライムプレイスにプロパティマネジメントを委託した。契約期間は5年間で、同社は「小倉城に面して週末もにぎわうなど集客のポテンシャルがある」として、新たなテナントやオフィスを誘致し施設再生を図るとしている。なおプライムプレイスは福岡市では天神VIORO、旧西新岩田屋跡のPRALIVAを運営する。
デコシティの主な入居テナントは以下の通り。
- ソフトバンク・ワイモバイル（1階）
- カメラのキタムラ（1階） - アップル公認のiPhone・iPad・iPod・iMac修理業務がメイン
- GAP（1階）
- スターバックス（1階）
- マツモトキヨシ（1階。ダイエー閉店時地下1階より移動）
- にしてつストア レガネットキュート（1階）
- キャン★ドゥ（2階）
- アカチャンホンポ（3階）
- シネマコンプレックス T-JOY（4階）
- タイトーステーション（4階）
- シャボン玉石けん北九州本部（5階）

#### 地下階
地下階はラオックス・リアルエステートが所有し、以下のテナントが営業している。
- ロピア北九州リバーウォーク店
- ダイソーリバーウォーク北九州店
- サンドラッグリバーウォーク北九州店

リバーウォークの開業時、地下階は再開発前に営業していたダイエー小倉店の権利床として、ダイエーが取得していた。同社が運営する食品スーパー業態のグルメシティリバーウォーク店、およびテナントのダイソーが営業していたが、2012年（平成24年）6月30日に両店とも閉店。同年秋から地下フロア全体をダイエーが迫田に賃貸し、家具店のSAKODAホームファニシングスが営業していた。
その後、同店も2017年（平成29年）8月に閉店し、2018年（平成30年）にラオックスが権利床を取得した。ラオックスは当初、購入したフロアに同社最大級の免税店を出店する予定であったが頓挫し、2019年（令和元年）6月29日に関連会社のラオックスSCD（現ラオックス・リアルエステート）が子供向け遊戯施設「リバチカこども王国　ジャイアントスタジアム」を開業した。しかし同施設も2021年（令和3年）6月30日をもって無期限営業休止となった。
フロアはラオックス所有のまま、2023年（令和5年）10月下旬に食品スーパーのロピアとダイソーが開店した。

### 公共施設
- 北九州市立美術館分館（4・5階。エントランスは5階） - 休館中。
- J:COM北九州芸術劇場（5・6階。中劇場はNHK放送会館上部、他は業務棟・商業棟に跨る）

### 業務棟
業務棟は朝日新聞社が保留床を取得し、不動産・ビル管理子会社がグループ外の以下の企業等にオフィスとして賃貸している。開業時より12・13階にゼンリンが本社を置いていたが、2014年（平成26年）に戸畑区の自社ビルへ移転し、登記上本店とゼンリンミュージアムが当ビルに残っている。
- 朝日新聞グループ
  - 朝日新聞社 西部本社（8・9階） - 機能の大半は博多駅前の福岡本部に置かれる
  - 全日本写真連盟西部本部（8階）
  - 朝日建物管理九州支店（8階）
  - 九州朝日放送（KBC）北九州支社（9階） - リバーウォーク開業を機に小倉駅前の京阪神興業小倉ビルディングから移転入居
- アクサ生命保険北九州FA支社・北九州中央FA支社（9階）
- オリエントコーポレーション西日本オペレーションセンター（10階）
- KDDI Sonic-Falcon・KDDIまとめてオフィス西日本（11階）
- 富士通マーケティング北九州支店（11階）
- 朝日生命保険北九州支社（12階）
- エーザイ・EAファーマ（13階）
- プルデンシャル生命保険北九州支社（13階）
- ゼンリンミュージアム（14階）

### 大学棟
- 日本郵便 小倉室町郵便局（2階）
- 西日本工業大学小倉キャンパス（3-11階）

### NHK棟
- NHK北九州放送局（4・5階。公開は4階部の一部のみ）

### 閉鎖・撤退した主なテナント
- ユナイテッドアローズ グリーンレーベル リラクシング（商業棟1階） - 2009年（平成21年）にアミュプラザ小倉東館3階へ移転[14]
- 福家書店（商業棟2階） - 魚町より移転し15年間営業していたが、2019年（平成31年）1月14日に閉店[15]
- スポーツオーソリティ（商業棟3階）
- スーパースポーツゼビオ（商業棟3階、スポーツオーソリティ跡に入店）
- 島村楽器（商業棟3階） - イオンモール八幡東に移転
- 朝日さんさん広場（業務棟4階）
- 西部ガス ヒナタ北九州（リビングスタジオ、大学棟1・2階） - 2022年12月28日閉館[16]

## 会員カード
リバーウォーク北九州では、福岡地所にマスターリースしていた期間、会員カードとして同社の「f-JOYカード（旧・デコクラブカード）」を採用し、100円の利用（対象外テナント有）で１ポイントが貯まり、500ポイントで500円のお買物券と交換というシステムとなっていた。入会費・年会費無料、期限は最終利用日から1年間有効だったが、施設管理会社の変更に伴い2023年3月31日をもって取り扱い終了となった。「f-JOYカード」はキャナルシティ博多、木の葉モール橋本など福岡地所運営の施設で引き続き利用できる。
プライムプレイスでは福岡市の運営施設でそれぞれの施設限定のハウスカードを発行しているが汎用性は無く、リバーウォークに於いては発行していない。

## 交通

### バス
リバーウォークは、ほぼ東西方向に広がっている施設であるため、どのテナントを利用するかによって最寄りバス停が変わる。公式サイトでは以下の2停留所を最寄りとして案内している。
西鉄バス北九州「室町・リバーウォーク」バス停
エリア東側。東行きバス停には西鉄バスの他、北九州市営バスの小倉駅経由若松・折尾方面のバスが停車する（逆方向は付近を通過しない）。かつてはサンデン交通の宇部中央行き高速バスも発着していた。
西鉄バス北九州「西小倉駅前」バス停
エリア西側。主に二期事業でオープンした大学方面はここが近い。

### 鉄道
- 九州旅客鉄道 西小倉駅から徒歩5分

リバーウォーク開業を機に、これまで普通しか止まらなかった鹿児島本線の快速も止まるようになった。